# پیر ترودو
جوزف فیلیپ پیر ایوس الیوت ترودو (به انگلیسی: Joseph Philippe Pierre Yves Elliott Trudeau) (زادهٔ ۱۸ اکتبر ۱۹۱۹ – درگذشتهٔ ۲۸ سپتامبر ۲۰۰۰) پانزدهمین نخست‌وزیر کانادا بود که از ۲۰ آوریل ۱۹۶۸ تا ۳ ژوئن ۱۹۷۹ و سپس از ۳ مارس ۱۹۸۰ تا ۳۰ ژوئن ۱۹۸۴ در این سِمَت باقی ماند.

## زندگی‌نامه
او که نویسنده، استاد دانشگاه و کنشگر سیاسی بود از همان آغاز مطرح شدن در دنیای سیاست شخصیتی کاریزماتیک به‌شمار می‌رفت که فضای سیاسی کانادا را به تسخیر خود درآورده بود.
یکی از زندگی‌نامه‌های او با این جمله آغاز می‌شود: «او هنوز ما را در تسخیر خود دارد». ستایش‌کنندگان او نیروی فکری ترودو را می‌ستایند. فراست سیاسی او در حفظ اتحاد ملی و اعمال منشور حقوق و آزادی‌ها نیز ستوده می‌شود. مخالفان او، وی را به علت تکبر و نخوت، سیاست‌های اقتصادی که موجب افزایش بدهی‌های ملی شد و سیاست‌های او در مورد استان‌های غربی کانادا متهم می‌کنند؛ ولی تقریباً همه هم‌عقیده هستند که ترودو کانادا را به مرحلهٔ تازه‌ای از زندگی سیاسی راهنمایی کرد.
ترودو در حساس‌ترین دوره‌ها نخست‌وزیر کانادا بود و معمولاً مرکز جنجال‌های بسیاری بود. او به زرق و برق و کارهای عجیب و غریب شناخته می‌شد. در مجلس عوام دمپایی می‌پوشید با شخصیت‌های مشهور رابطهٔ عاشقانه داشت و از الفاظ بد برای توهین به مخالفانش استفاده می‌کرد.
او یک بار در ۷ مه ۱۹۷۷ پشت سر ملکه الیزابت دوم حرکت پیروئت باله را انجام داد. به عنوان نخست‌وزیر او بود که انتقال قانون‌گذاری کانادا را از دست مجلس بریتانیا به مجلس کانادا داد و منشور حقوق و آزادی‌ها را تصویب و عملی کرد.
وی پدر جاستین ترودو است.